# کوتی، ارمنستان
کوتی (به ارمنی: Կոթի) یک روستا در ارمنستان است که در استان تاووش واقع شده‌است. در کیلومتری شمال ایجوان، مرکز استان تاووش واقع شده‌است.

## خصوصیات
کوتی ۲٬۰۱۴ نفر جمعیت دارد و در ارتفاع متر بالاتر از سطح دریا قرار گرفته‌است.